# Peter Griffin: Husband, Father... Brother?
"Peter Griffin: Husband, Father... Brother?" (em português, "Peter Griffin: Marido, Pai... Irmão?") é um episódio de Uma Família da Pesada. Durante os créditos de encerramento, a música de abertura é cantada por Peter em estilo hip hop/rap. É classificado em TV-14 D.

## Enredo
Quando Chris começa a falar em inglês negro após confraternizar com os garotos do time de basquete, composto predominamente por negros, Peter tenta conectar o filho com sua origem irlandesa, e uma visita à biblioteca genealógica revela que a família Griffin teve um antepassado negro, Nate Griffin, um escravo da família Pewterschmidt. Enquanto isso, Stewie fica obcecado pelas líderes de torcida da Escola Buddy Cianci Junior, acreditando que elas tem poderes de controle mental, e começa a seguí-las e escutar suas conversas, para aprender suas técnicas de elevar a audiência durante os jogos de basquete.
Após Peter descobrir sobre Nate, decide que irá atingir suas raízes negras ao ir em uma reunião com Cleveland, mas não tem sucesso. Descobre que alguém conseguiu doce de Rice Krispie como recompensa de uma família que seria seu próprio antepassado. Quando Carter aparece para informar as crianças do lado da família Pewterschmidt após escutar sobre a linhagem de Peter, revela-se através de uma fotografia que os antecedentes da família mantiveram Nate Griffin como escravo. Peter pede "doce de Rice Krispie" a Carter Pewterschmidt, que lhe oferece $10.000, e então lhe dá $20.000, dizendo que doce de Rice Krispie é uma gíria negra para dinheiro. Peter desperdiça o dinheiro para transformar a sala de estar em uma réplica de Pee-wee's Playhouse, o que irrita Lois. Enquanto espia as líderes de torcida no vestiário da escola, Stewie escuta a principal líder, Cindi, gritando com as garotas por bagunçarem a pirâmide durante o ensaio. Então, percebe que a pirâmide é a fonte de poder, e decide tirar Cindi para pegar seu lugar no topo da pirâmide no próximo jogo. Na partida, Peter fica alienado pelas comunidades de pessoas negras e brancas e vai ao banheiro, onde vê Nate Griffin no espelho, o qual lhe dá um conselho. Stewie sequestra Cindi e esconde-a no banheiro masculino. Ele amarra-a e coloca uma fita em sua boca, enquanto faz ameaças, embora diga que não irá maltratá-la. Ele se veste como a garota e tenta controlar a audiência, dizendo para um esfaquear o outro. A pirâmide cai e Stewie solta o microfone. Peter pega o aparelho e anuncia para todos que percebeu seu erro e compartilhará seu dinheiro de indenização com seus irmãos. Quando vê pessoas brancas participando, menciona que estava falando somente com os negros. Então, decide que não importa se você é branco ou negro, mas se é verde. Quagmire encontra Cindi ainda presa e amordaçada no banheiro.

## Produção

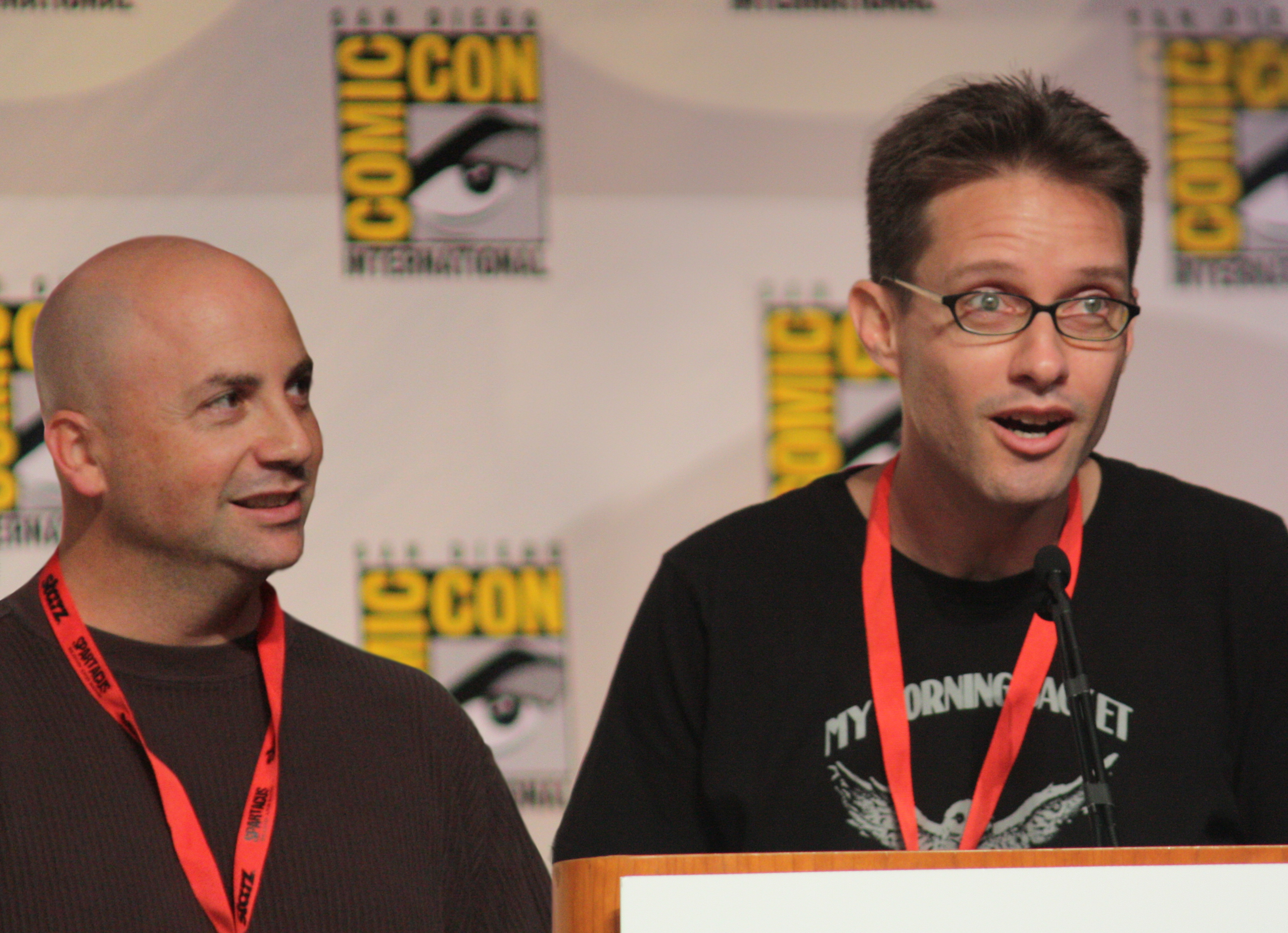
Mike Barker e Matt Weitzman escreveram o episódio.

O episódio foi escrito pelos colaboradores habituais da série, Mike Barker e Matt Weitzman, e dirigido por Scott Wood, antes da conclusão da produção da terceira temporada.